# دون كيرن
دون كيرن (بالإنجليزية: Don Kern)‏ هو منافس ألعاب قوى أمريكي، ولد في 27 مايو 1956.